# Liste der Stolpersteine in Frankenberg (Eder)
In der Liste der Stolpersteine in Frankenberg (Eder) werden die vorhandenen Gedenksteine aufgeführt, die im Rahmen des Projektes Stolpersteine des Künstlers Gunter Demnig bisher in Frankenberg (Eder) verlegt worden sind.

## Verlegte Stolpersteine
| Adresse                         | Name                 | Inschrift | Verlegedatum  | Bild | Anmerkung                                          |
| ------------------------------- | -------------------- | --- | ------------- | --- | -------------------------------------------------- |
| Bahnhofstraße 4 (Standort)      | Jakob Katzenstein    | Hier wohnte Jakob Katzenstein Jg. 1865 deportiert Theresienstadt ermordet 27.11.1942                          | 20. März 2006 | | geboren am 8. April 1865 in Frankenau              |
| Bahnhofstraße 4 (Standort)      | Rosalie Katzenstein  | Hier wohnte Rosalie Katzenstein geb. Weitzenkorn Jg. 1870 deportiert Theresienstadt ermordet 13.1.1943        | 20. März 2006 | | geboren am 6. Mai 1870 in Korbach                  |
| Bahnhofstraße 4 (Standort)      | Hedwig Weitzenkorn   | Hier wohnte Hedwig Weitzenkorn Jg. 1885 deportiert Theresienstadt ermordet 20.1.1943                          | 20. März 2006 | | geboren am 30. März 1885 in Korbach                |
| Bahnhofstraße 4 (Standort)      | Hilde Blum           | Hier wohnte Hilde Blum Jg. 1923 deportiert Riga ermordet im KZ Stutthof                                       | 20. März 2006 | | geboren am 3. Oktober 1923 in Borken i. Hessen     |
| Bahnhofstraße 4 (Standort)      | Else Sommer          | Hier wohnte Else Sommer Jg. 1914 deportiert 1942 ermordet in Sobibor                                          | 1. März 2007  | | geboren am 1. Juli 1914 in Heinebach               |
| Bremer Straße 16 (Standort)     | Martha Rosenbaum     | Hier wohnte Martha Rosenbaum Jg. 1898 deportiert 1943 ermordet in Auschwitz                                   | 1. März 2007  | Bild gesucht Der Benutzer GeorgDerReisende ( Diskussion ) wünscht sich an dieser Stelle ein Bild vom Ort mit diesen Koordinaten 51.0602445 8.7981362 . Motiv: Bremer Straße 16: der Stolperstein für Martha Rosenbaum, die Lage und das Haus Falls du dabei helfen möchtest, erklärt die Anleitung , wie das geht. BW |                                                    |
| Geismarer Straße 7 (Standort)   | Ida Alexandrowitz    | Hier wohnte Ida Alexandrowitz geb. Buchheim Jg. 1904 deportiert ermordet in Auschwitz                         | 1. März 2007  | | geboren am 2. Oktober 1904 in Frankenberg (Eder)   |
| Hainstraße 31 (Standort)        | Ferdinand Stern      | Hier wohnte Ferdinand Stern Jg. 1890 misshandelt inhaftiert KZ Buchenwald ermordet 14.11.1938                 | 20. März 2006 | | geboren am 16. Oktober 1890 in Zwesten             |
| Hainstraße 31 (Standort)        | Max Heinz Stern      | Hier wohnte Max Heinz Stern Jg. 1936 deportiert Sobibor ermordet 1942                                         | 20. März 2006 | | geboren am 2. September 1936 in Marburg a. d. Lahn |
| Hainstraße 31 (Standort)        | Martha Stern         | Hier wohnte Martha Stern geb. Katz Jg. 1897 deportiert Sobibor ermordet 1942                                  | 20. März 2006 | | geboren am 30. September 1897 in Arolsen           |
| Hainstraße 31 (Standort)        | Manfred Stern        | Hier wohnte Manfred Stern Jg. 1923 deportiert Majdanek ermordet 19.9.1942                                     | 20. März 2006 | | geboren am 4. Juni 1923 in Frankenberg             |
| Hainstraße 31 (Standort)        | Ida Katz             | Hier wohnte Ida Katz geb. Schartenberg Jg. 1873 deportiert 1942 Theresienstadt ermordet 6.3.1943              | 11. Mai 2010  | | geboren am 31. Januar 1873 in Zierenberg           |
| Hainstraße 31 (Standort)        | Richard Josef Stern  | Hier wohnte Richard Josef Stern Jg. 1932 deportiert Sobibor ermordet 1942                                     | 20. März 2006 | | geboren am 9. Januar 1932 in Frankenberg (Eder)    |
| Neustädter Straße 38 (Standort) | Albert Bär           | Hier wohnte Albert Bär Jg. 1882 deportiert 1941 ermordet in Minsk                                             | 1. März 2007  | | geboren am 8. August 1882 in Frankenberg (Eder)    |
| Obermarkt 2 (Standort)          | Johanna Blumenfeld   | Hier wohnte Johanna Blumenfeld Jg. 1879 deportiert 1941 Łodz ermordet 15.3.1943                               | 1. März 2007  | | geboren am 22. Dezember 1878 in Marburg a. d. Lahn |
| Obermarkt 5 (Standort)          | Sophie Katz          | Hier wohnte Sophie Katz Jg. 1891 deportiert ermordet in Auschwitz                                             | 1. März 2007  | | geboren am 2. August 1891 in Frankenberg (Eder)    |
| Obermarkt 5 (Standort)          | Johanna Bachenheimer | Hier wohnte Johanna Bachenheimer geb. Katz Jg. 1886 deportiert 1942 Theresienstadt ermordet 1944 in Auschwitz | 1. März 2007  | | geboren am 13. Juli 1886 in Frankenberg (Eder)     |
| Obermarkt 5 (Standort)          | Flora Skapkowker     | Hier wohnte Flora Skapkowker geb. Katz Jg 1889 deportiert ermordet in Auschwitz                               | 1. März 2007  | | geboren am 21. November 1889 in Frankenberg (Eder) |
| Obermarkt 14 (Standort)         | Emil Plaut           | Hier wohnte Emil Plaut Jg. 1871 deportiert Lager Breitenau KZ Sachsenhausen ermordet 10.10.1942               | 20. März 2006 | | geboren am 20. Januar 1871 in Frankenau            |
| Obermarkt 14 (Standort)         | Johanna Plaut        | Hier wohnte Johanna Plaut geb. Marx Jg. 1876 deportiert Theresienstadt ermordet 18.11.1942                    | 20. März 2006 | | geboren am 22. April 1876 in Grüsen                |
| Obermarkt 14 (Standort)         | Recha Lamm           | Hier wohnte Recha Lamm Jg. 1890 deportiert 1941 ermordet in Minsk                                             | 20. März 2006 | Bild gesucht Der Benutzer GeorgDerReisende ( Diskussion ) wünscht sich an dieser Stelle ein Bild vom Ort mit diesen Koordinaten 51.05845 8.80178 . Motiv: Obermarkt 14: der Stolperstein für Recha Lamm, die Lage und das Haus Falls du dabei helfen möchtest, erklärt die Anleitung , wie das geht. BW               | geboren am 5. Juli 1890 in Homberg (Ohm)           |
| Obermarkt 16 (Standort)         | Johanna Keyzer       | Hier wohnte Johanna Keyzer geb. Fürst Jg. 1886 deportiert 1944 Auschwitz ermordet 1944                        | 1. März 2007  | | geboren am 28. März 1886 in Frankenberg (Eder)     |
| Obermarkt 16 (Standort)         | Max Fürst            | Hier wohnte Max Fürst Jg. 1883 deportiert 1941 Riga ermordet                                                  | 1. März 2007  | | geboren am 16. Juli 1883 in Frankenberg (Eder)     |
| Pferdemarkt 3 (Standort)        | Philipp Dilloff      | Hier wohnte Philipp Dilloff Jg. 1863 deportiert 1942 Theresienstadt ermordet 23.9.1942 Treblinka              | 20. März 2006 | | geboren am 18. Dezember 1863 in Frankenberg (Eder) |
| Pferdemarkt 8 (Standort)        | David Goldschmidt    | Hier wohnte David Goldschmidt Jg. 1873 ??                                                                     | 1. März 2007  | | geboren am 9. Januar 1873 in Frankenberg (Eder)    |
| Pferdemarkt 8 (Standort)        | Sara Marx            | Hier wohnte Sara Marx geb. 1875 deportiert ermordet 1942 in Sobibor                                           | 1. März 2007  | | geboren am 18. November 1875 in Frankenberg        |
| Pferdemarkt 8 (Standort)        | Jenny Marx           | Hier wohnte Jenny Marx Jg. 1879 deportiert ermordet 1942 in Sobibor                                           | 1. März 2007  | | geboren am 25. Februar 1879 in Frankenberg         |
| Pferdemarkt 8 (Standort)        | Lina Rosenbaum       | Hier wohnte Lina Rosenbaum geb. Marx Jg. 1882 deportiert ermordet 1944 in Treblinka                           | 1. März 2007  | | geboren am 9. August 1882 in Frankenberg           |
| Schmiedegasse 2 (Standort)      | Bertha Marx          | Hier wohnte Bertha Marx geb. Biermann Jg. 1882 deportiert 1942 Theresienstadt ermordet 1944 in Auschwitz      | 11. Mai 2010  | | geboren am 16. Januar 1882 in Wanfried             |
| Steingasse 10 (Standort)        | Eva Marx             | Hier wohnte Eva Marx Jg. 1879 deportiert 1942 Zamosc ermordet                                                 | 11. Mai 2010  | | geboren am 17. Juni 1879 in Grüsen                 |
| Steingasse 20 (Standort)        | Recha Joseph         | Hier wohnte Recha Joseph geb Dilloff Jg. 1879 deportiert ermordet 1943 in Sobibor                             | 1. März 2007  | | geboren am 26. Februar 1879 in Frankenberg (Eder)  |
| Steingasse 20 (Standort)        | Rudolf Dilloff       | Hier wohnte Rudolf Dilloff Jg. 1892 eingewiesen 1940 ’Pflegeanstalt’ Brandenburg ermordet 1.10.1940           | 1. März 2007  | | geboren am 24. Januar 1892 in Frankenberg (Eder)   |
| Steingasse 20 (Standort)        | Hedwig Heinrich      | Hier wohnte Hedwig Heinrich geb. Dilloff Jg. 1880 deportiert 1941 ermordet 1942 in Chelmno                    | 1. März 2007  | | geboren am 20. November 1880 in Frankenberg (Eder) |
| Untermarkt 8 (Standort)         | Joseph Kaiser        | Hier wohnte Joseph Kaiser Jg. 1869 deportiert Lager Breitenau KZ Mauthausen ermordet 31.8.1942                | 20. März 2006 | | geboren am 17. Juli 1869 in Hoof                   |
| Untermarkt 8 (Standort)         | Mary Kaiser          | Hier wohnte Mary Kaiser geb. Josephs Jg. 1881 deportiert Theresienstadt Auschwitz ermordet 9.10.1944          | 20. März 2006 | | geboren am 26. August 1881 in Jever                |
| Untermarkt 8 (Standort)         | Jenny Liesmann       | Hier wohnte Jenny Liesmann geb. Kaiser Jg. 1895 deportiert Sobibor ermordet 1942                              | 20. März 2006 | | geboren am 8. Juli 1895 in Frankenberg (Eder)      |
| Untermarkt 10 (Standort)        | Jonas Dilloff        | Hier wohnte Jonas Dilloff Jg. 1864 deportiert 1942 Theresienstadt tot 23.09.1942                              | 1. März 2007  | | geboren am 4. November 1864 in Frankenberg (Eder)  |
| Untermarkt 10 (Standort)        | Ruth Friesem         | Hier wohnte Ruth Friesem geb. Liebmann Jg. 1921 deportiert 1942 Sobibor ermordet 11.6.1942                    | 11. Mai 2010  | | geboren am 3. Dezember 1921 in Gießen              |